# Ormes-et-Ville
Ormes-et-Ville is een gemeente in het Franse departement Meurthe-et-Moselle (regio Grand Est) en telt 177 inwoners (1999). De plaats maakt deel uit van het arrondissement Nancy.

## Geografie
De oppervlakte van Ormes-et-Ville bedraagt 12,2 km², de bevolkingsdichtheid is 14,5 inwoners per km².
De onderstaande kaart toont de ligging van Ormes-et-Ville met de belangrijkste infrastructuur en aangrenzende gemeenten.

## Demografie
Onderstaande figuur toont het verloop van het inwonertal (bron: INSEE-tellingen).